# Puntius johorensis
Puntius johorensis es una especie de peces de la familia Cyprinidae.
Son peces dulceacuícolas de la península de Malaca y Borneo.

## Descripción
Pueden llegar alcanzar los 12 cm de longitud total. Presentan dimorfismo sexual, la hembra es más grande.
Son muy similares a Puntius fasciatus.
Es omnívoro.